# InnerSloth
InnerSloth, LLC é uma desenvolvedora norte-americana de jogos eletrônicos sediada em Redmond, Washington. Foi fundada em 2015 por Forest Willard e Marcus Bromander após se formarem na Universidade Estadual de Ohio. A empresa é mais conhecida por ter desenvolvido o jogo Among Us, um dos jogos mais populares de 2020.

## Jogos desenvolvidos
| Ano  | Nome                          | Plataforma(s)                                           |
| ---- | ----------------------------- | ------------------------------------------------------- |
| 2015 | Dig2China                     | Android, IOS                                            |
| 2018 | Among Us                      | Android, IOS, Microsoft Windows, Nintendo Switch e Xbox |
| 2020 | The Henry Stickmin Collection | MacOS, Microsoft Windows                                |
| 2020 | Among Us 2 cancelado          |                                                         |